# Termokémia
A termokémia a kémiai reakciók során lejátszódó hőmérséklet- és energiaváltozásokkal foglalkozó tudomány, a fizikai kémia egyik ága. Egy reakció felszabadíthat, illetve elnyelhet energiát (ez alapján megkülönböztetünk exoterm illetve endoterm reakciókat). Ugyanez történik halmazállapot-változás során is (pl. olvadás, forrás). A termokémia ezeket az energiaváltozásokat vizsgálja, elsősorban a rendszer és a környezete között lejátszódó energiacserét. A termokémiának a reaktáns és a termék várható mennyiségének meghatározásában van jelentősége az adott reakció egy pillanatában. Az entrópia és a termokémia segítségével megállapíthatjuk, hogy egy reakció spontán-e vagy nem.
A reakció termokémiai szempontból lehet:
- exoterm – ha a rendszer energiatartalma csökken (energia szabadul fel), ezért a reakcióhő negatív előjelű, hőfejlődéssel jár;
- endoterm – ha a rendszer energiatartalma nő (energia nyelődik el), ezért a reakcióhő ekkor pozitív előjelű, a hőmérséklet csökkenésével jár

## Termokémiai összefüggések
Ahhoz, hogy egy folyamat termokémiai tulajdonságait leírjuk, szükséges először is hogy az adott kémiai reakcióban részt vevő komponensek hőtani változásait egy erre alkalmas hőtani egyenlet alapján számba vegyük (pl.: hőmérséklet, nyomásviszonyok alakulása, halmazállapot-átalakulások). Vegyük példaként az egyik legegyszerűbb hőtani reakciót, a víz forrását, amelynek ilyen módon a reakcióegyenlete:
{\displaystyle \mathrm {H_{2}O(l,373\ K,1\ atm)\longrightarrow H_{2}O(g,373\ K,1\ atm)} \ \Delta H=\mathrm {40{,}7\ {kJ \over {mol}}} }
A képletben szereplő {\displaystyle \Delta H} a víz standard párolgási entalpiája (vagy párolgáshő), amely a reakcióban szereplő komponensek móljainak számához viszonyított. Így például a víz keletkezése hidrogénből és oxigénből a következők szerint alakul:
{\displaystyle \mathrm {2H_{2}(g)+O_{2}(g)\longrightarrow 2H_{2}O(l)} \ \Delta H=-572\ \mathrm {kJ} }
Adott esetben - mint az alábbi példán szemléletesen látható - szerepet játszhatnak nem csak a normál feltételek, hanem adott esetben a reaktánsok koncentrációi is:
{\displaystyle \mathrm {H^{+}(aq,1\ M,298\ K,1\ atm)+OH^{-}(aq,1\ M,298\ K,1\ atm)\longrightarrow H_{2}O(l,373\ K,1\ atm)} }
melynél a zárójelben szereplő aq tag arra utal, hogy a reakció kiinduló szereplői hidratált, ún. vizes oldatban vannak. Rendszerint nem szokás részletesen feltüntetni minden esetben a zárójelben lévő mennyiségeket, mivel minden reakciót ún. standard állapotra vonatkozóan adnak meg.